# Notreiseausweis

Notreiseausweis (Vorder- und Rückseite)

Der Notreiseausweis ist ein deutscher Passersatz für Ausländer. Er trat am 1. Januar 2005 teilweise an die Stelle des früheren Reiseausweises als Passersatz, der seither nur noch an deutsche Staatsangehörige ausgestellt wird.
Durch seine Bezeichnung soll der behelfsmäßige Charakter des Notreiseausweises hervorgehoben werden. Der Umstand, dass der an Deutsche ausgestellte Reiseausweis als Passersatz anders bezeichnet ist als der an Ausländer ausgestellte, funktional ähnliche Notreiseausweis, soll das deutsche Passersatzwesen für auswärtige Staaten leichter durchschaubar machen.
Der Notreiseausweis darf „zur Vermeidung einer unbilligen Härte“ oder „soweit ein öffentliches Interesse besteht“ einem Ausländer ausgestellt werden, der seine Identität glaubhaft macht und
- Unionsbürger, EWR-Bürger, Schweizer oder Angehöriger eines Staates ist, dessen Angehörige für Kurzaufenthalte im Schengen-Raum kein Visum benötigen, oder
- sonst zum Aufenthalt in der Bundesrepublik Deutschland, in einem anderen Mitgliedstaat der EU, des EWR oder in der Schweiz oder zur Rückkehr dorthin berechtigt ist (§ 13 Abs. 1 AufenthV).

Die Ausstellung kann – nach pflichtgemäßem Ermessen – durch die Bundespolizei und andere mit der Kontrolle des grenzüberschreitenden Verkehrs betrauten Behörden (Zoll und hamburgische Wasserschutzpolizei) erfolgen, wenn der Ausländer an der Grenze keinen gültigen Reisepass oder Passersatz mitführt (§ 13 Abs. 2 AufenthV). Mit Zustimmung der Ausländerbehörde kann dabei auch eine bereits bestehende Berechtigung zur Rückkehr nach Deutschland bescheinigt werden (§ 13 Abs. 4 AufenthV). Die Ausländerbehörden können ebenfalls Notreiseausweise ausstellen, wenn die Beschaffung eines anderen Passes oder Passersatzes im Einzelfall nicht in Betracht kommt (§ 13 Abs. 3 AufenthV).
Für die Ausstellung wird eine Gebühr in Höhe von 18 Euro erhoben (§ 48 Abs. 1 Nr. 5 AufenthV).